# Enrico Bottazzi
Enrico Bottazzi (Albinea, 25 dicembre 1900 – Mar Mediterraneo, 13 febbraio 1938) è stato un calciatore italiano, di ruolo centrocampista.

## Carriera
Giocò in Divisione Nazionale con la Reggiana, club di cui fu Presidente tra il 1931 e il 1932.